# Новогребельська сільська рада (Калинівський район)
| Новогребельська сільська рада — орган місцевого самоврядування у Калинівському районі Вінницької області з адміністративним центром у с. Нова Гребля. Сільській раді підпорядковані населені пункти: - с. Нова Гребля |

## Склад ради
Рада складається з 16 депутатів та голови.

## Керівний склад сільської ради
| ПІБ                           | Основні відомості                                                                                  | Дата обрання | Дата звільнення |
| ----------------------------- | -------------------------------------------------------------------------------------------------- | ------------ | --------------- |
| Гончарук Віра Олександрівна   | Сільський голова, 1953 року народження, освіта                                                     | 26.03.2006   | 31.10.2010      |
| Андріюк Анатолій Анатолійович | Сільський голова, 1958 року народження, освіта вища, член Всеукраїнського об'єднання «Батьківщина» | 31.10.2010   |                 |

Примітка: таблиця складена за даними джерела